# Initiative céréalière de la mer Noire
L'initiative céréalière de la mer Noire est un accord signé par la Russie, l'Ukraine, la Turquie et les Nations unies pour permettre l'exportation des céréales ukrainiennes malgré la guerre en Ukraine.
L'accord a été signé le 22 juillet 2022 à Istanbul puis prolongé à deux reprises. En juillet 2023, après un an d'application, l'accord a permis d'exporter environ 33 millions de tonnes de céréales et autres produits agricoles.

## Contexte
L'Ukraine était avant la guerre l'un des plus grands exportateurs de céréales avec environ 45 millions de tonnes exportées annuellement.
En février 2022, la Russie envahit l'Ukraine et instaure un blocus naval en mer Noire. En réaction, pour protéger leurs ports d'un assaut maritime, les Ukrainiens installent des mines au large.
Cette situation empêche la circulation des navires de commerce ; et les céréales ukrainiennes habituellement exportées via la mer Noire se trouvent bloquées dans les infrastructures portuaires. Au début du mois de mai 2022, environ 25 millions de tonnes de maïs, de blé, d'orge et d'oléagineux étaient bloquées dans les ports ukrainiens.
De plus, les sanctions occidentales prises contre la Russie déstabilisent les exportations d'engrais russes. En effet, bien qu'elles ne visent pas directement le secteur agricole, elles affectent les banques qui réalisent les transactions ainsi que les opérateurs logistiques.
Le blocage de ces céréales et engrais aggrave la crise alimentaire mondiale déjà en cours.

## Négociations et application
Le 13 juillet 2022, les parties russe, ukrainienne, turque et une délégation des Nations unies se rencontrent à Istanbul pour négocier un accord.
Le 22 juillet, l'initiative céréalière de la mer Noire est signée par l'Ukraine, la Russie, la Turquie et les Nations unies à Istanbul. La Russie et l'Ukraine signent deux textes identiques mais séparés, ceci à la demande de l'Ukraine. La Russie obtient la garantie que ses exportations d'engrais et de produits agricoles ne soient pas impactées (ni directement ni indirectement) par les sanctions occidentales. L'accord s'applique pour une durée de 120 jours, soit jusqu'au 19 novembre.
Le 29 octobre, la Russie annonce son retrait de l'accord en raison d'une attaque de drones menée par l'Ukraine dans la baie de Sébastopol. La Russie affirme que des « navires civils impliqués dans la sécurité des couloirs céréaliers ont été touchés ». L'Ukraine dénonce un « faux prétexte ».
Le 2 novembre, après l'intervention diplomatique de la Turquie et des Nations unies, la Russie reprend sa participation à l'accord. Elle affirme avoir obtenu des garanties suffisantes sur la démilitarisation des couloirs de transport de la part de l'Ukraine.
Le 18 mars 2023, la Turquie et l'Organisation des Nations unies annoncent que l'accord est étendu pour une durée de 60 jours, l'Ukraine souhaitant une extension de 120 jours et la Russie de 60 jours, cette dernière souhaitant un accord pour favoriser ses exportations de céréales touchées par les sanctions occidentales.
Le 17 mai, l'accord est à nouveau renouvelé pour 60 jours.
Le 17 juillet, le jour de l'expiration de l'accord, la Russie décide de suspendre sa participation, considérant qu'elle est empêchée d'exporter ses propres engrais et produits agricoles malgré les clauses prévues dans l'accord. Elle affirme être prête à revenir dans l'accord dès que cette condition sera remplie.

### Fonctionnement de l'accord
Un corridor sécurisé est défini pour permettre aux navires de circuler en mer Noire sans être attaqué par la Russie ou l'Ukraine. Un centre conjoint de coordination a été créé à Istanbul pour inspecter les navires en direction ou en provenance de la mer Noire. Il regroupe des représentants des parties signataires (Ukraine, Russie, Turquie et l'ONU) qui inspectent la cargaison et le personnel de chaque navire, à l'aller et au retour.
Les exportations se font à partir de trois ports : Odessa, Pivdenny et Tchornomorsk.

### Site internet
- Site de l'ONU sur l'accord